# Heeresfeldbahn

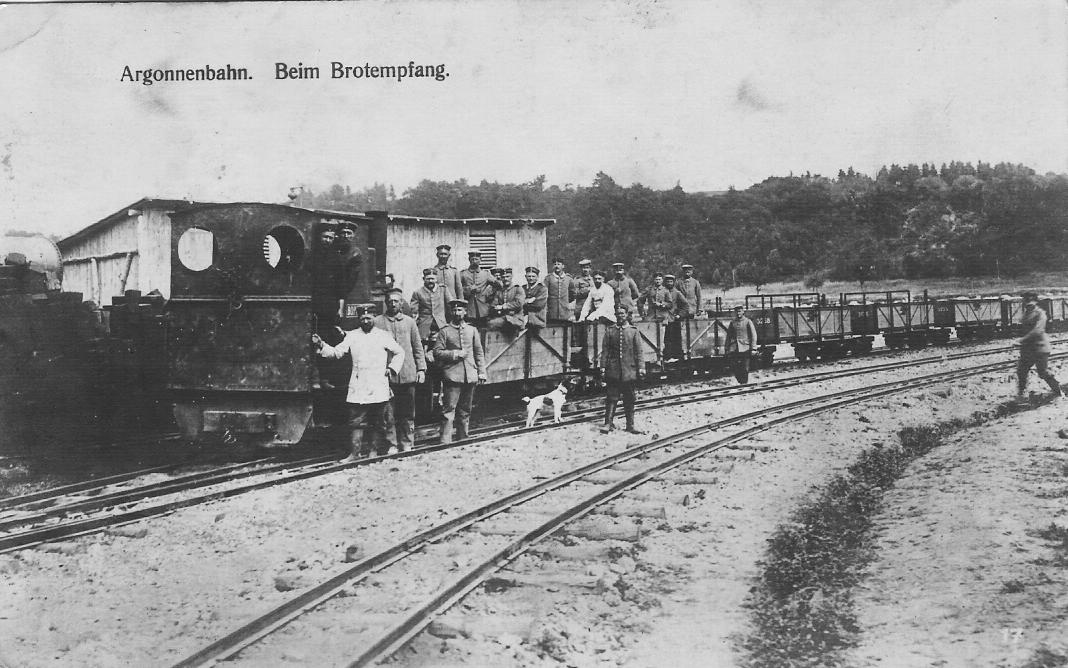
Heeresfeldbahn in den Argonnen im Ersten Weltkrieg

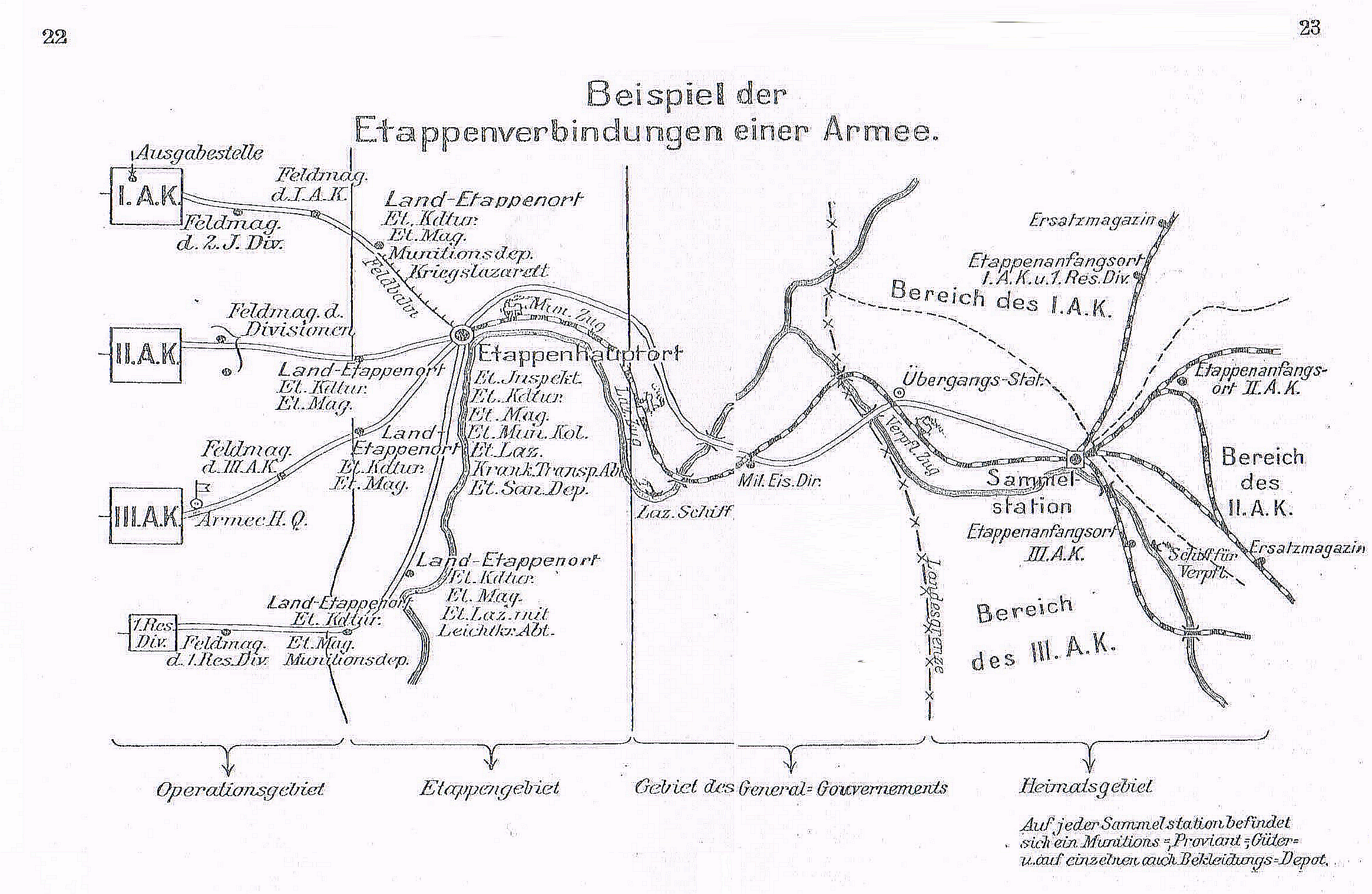
Etappenverbindung einer Armee, F.O. Nr. 267 (1908)

Heeresfeldbahnen, in Österreich auch als Rollbahnen bezeichnet, waren Feldbahnen für Transporte im militärischen Bereich.

## Geschichte

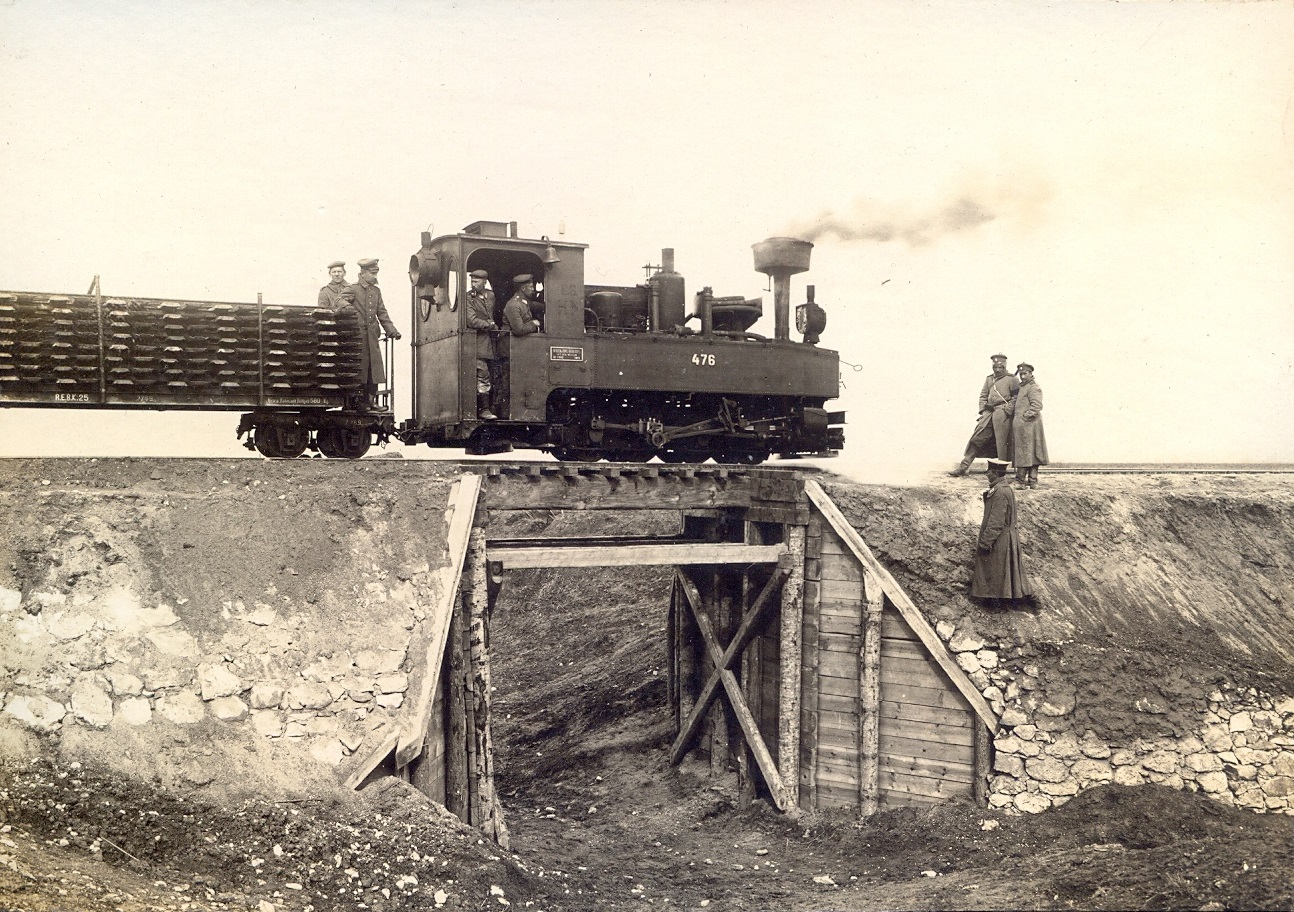
Brigadelok in Bulgarien im Ersten Weltkrieg

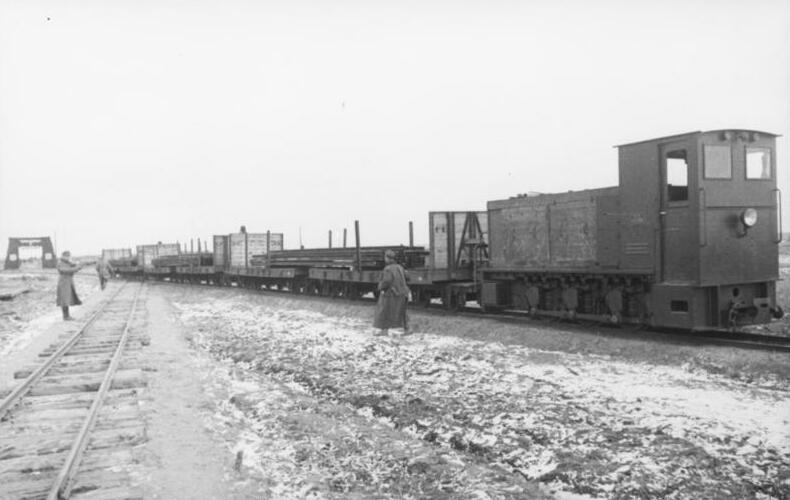
Zweiter Weltkrieg: Zug mit Diesellok HF 130 C bei Witebsk

Mit der Entwicklung des Eisenbahnwesens im 19. Jahrhundert entdeckte auch das Militär die Vorzüge dieses neuartigen Transportmittels. Mit der Eisenbahn konnten im Gegensatz zum Transport auf dem damals noch unzureichend ausgebauten Straßennetz große Mengen an Nachschub, Waffen, Munition und andere schwere Elemente sowie Truppenteile schnell und effizient transportiert werden. Für den Einsatz an den Kriegsfronten wurden eigene Systeme von Feldbahnen entwickelt, die in der Regel als Schmalspurbahnen ausgeführt waren. Als Vorbild diente dabei vielfach das transportable Feldbahnsystem von Decauville. Zu den allgemeinen Vorteilen der Schmalspur wie geringem Platzverbrauch und engen Bogenradien kam noch hinzu, dass Fahrzeuge und Gleismaterial transportabel und damit rasch an die wechselnden Frontverläufe anzupassen waren. Deutsche Heeresfeldbahnen waren einheitlich mit 600 mm Spurweite ausgeführt, ebenso die französischen. Die War Department Light Railways des Britischen Empires verwendeten ebenfalls 600 mm (anstelle der dort sonst üblichen 597 mm bzw. 1 Fuß 11½ Zoll), um mit den verbündeten Franzosen kompatibel zu sein. Österreich-Ungarn setzte bei der k.u.k Feldbahn auf 700 mm Spurweite, bei Strecken von dauerhafterem Charakter kam die Bosnische Spurweite von 760 mm zum Einsatz.
Der Betrieb einer Heeresfeldbahn setzt im Gegensatz zum Straßentransport die Errichtung einer wenn auch einfachen, aber teuren und zeitaufwändigen Schieneninfrastruktur voraus. Diese wurde in der Regel von eigens geschulten Truppen, den Eisenbahnpionieren, errichtet. Mit Fortschreiten der Kriegshandlungen wurden dafür auch Kriegsgefangene herangezogen. Die Heeresfeldbahn ist in ihrem Betrieb an diese Infrastruktur gebunden, bei Beschuss oder anderen Kriegseinwirkungen ist sie im Gegensatz zum Lastkraftwagen zu wenig flexibel. Heeresfeldbahnen konnten zudem vom Gegner relativ rasch zum Nachteil ihrer Erbauer verwendet werden, wenn diese den Rückzug antreten mussten und die Bahn nicht schnell genug abgebaut oder zerstört werden konnte.
Wegen dieser Nachteile verlor die Heeresfeldbahn in der zweiten Hälfte des 20. Jahrhunderts vollends ihre Bedeutung und wurde von den nun technisch ausgereiften geländegängigen Straßenfahrzeugen verdrängt, die darüber hinaus auch kein speziell ausgebildetes Fahrpersonal benötigen. In besonders unwegsamem Gelände setzte sich nun auch der Lufttransport mittels Hubschrauber durch. In geringem Umfang fanden Feldbahnen im militärischen Bereich nur noch Verwendung für innerbetriebliche Transportaufgaben in größeren militärischen Anlagen, z. B. als Transportmittel in Munitionsdepots. Auch auf einigen Truppenübungsplätzen fand man eine Verwendung für Feldbahnen: Auf Feldbahnloren wurden große Zielscheiben montiert, die von Lokomotiven gezogen als mobiles Ziel für Schießübungen zum Einsatz kamen. In England ist mit der Rowtor Target Railway eine solche Anlage erhalten geblieben.

## Zivile Nachnutzung

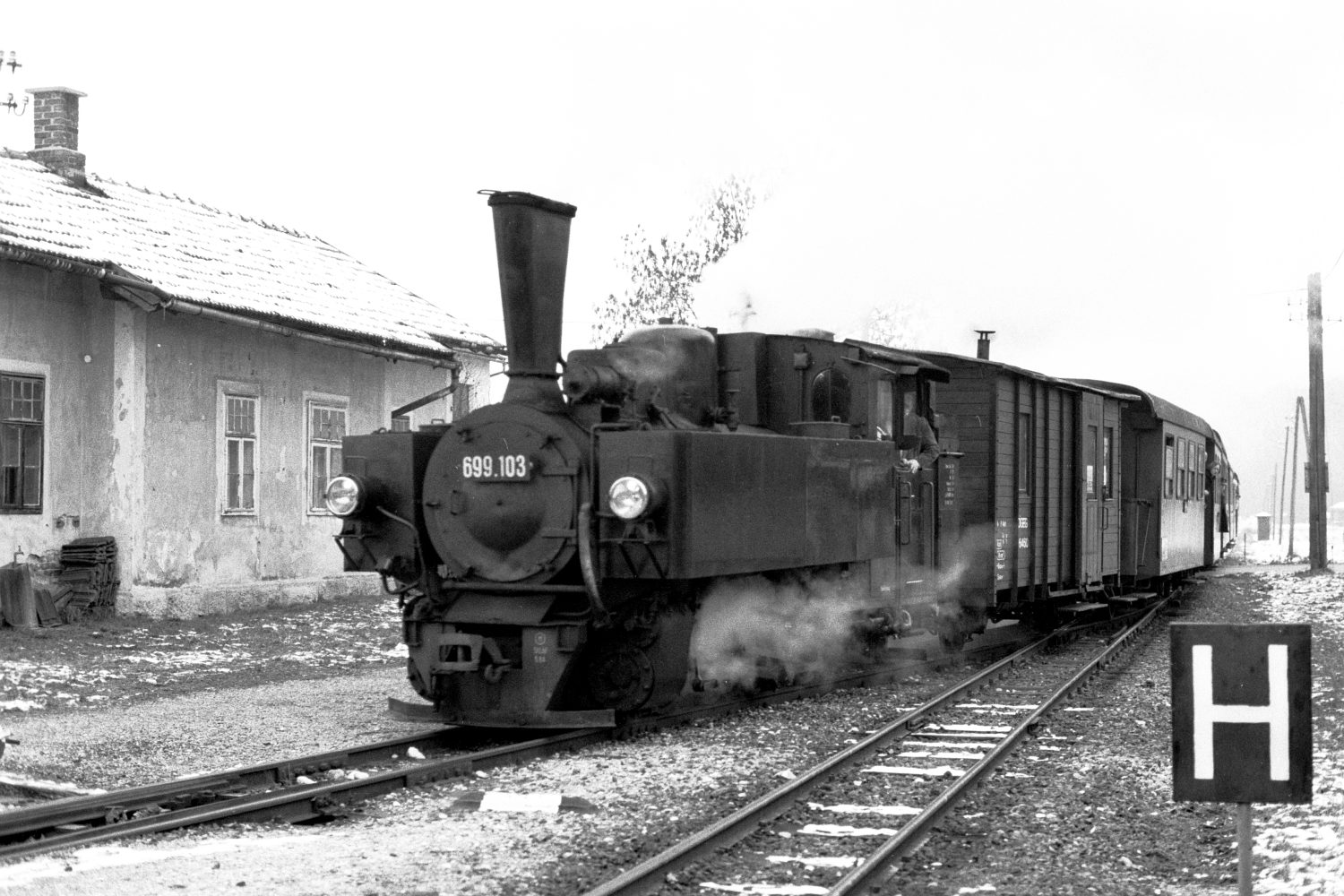
Zur Tenderlok umgebaute Heeresfeldbahnlokomotive HF 160 D (ÖBB 699.1) auf der Steyrtalbahn

Neben den typischen Aufgaben an den Kriegsfronten selbst erfüllten durch militärische Einheiten oder in militärischem Auftrag errichtete längere Zubringerstrecken mitunter nach Einstellung der Kriegshandlungen oder anderer militärischer Verwendungen zivile Transportaufgaben. So wurde die in den 1870er Jahren als k.u.k. Heeresbahn errichtete Nachschublinie von Bosnisch Brod nach Zenica (Bosnabahn) rasch zu einer vollwertigen Schmalspurbahn für die Allgemeinheit ausgebaut, womit das umfangreiche Streckennetz in der sogenannten bosnischen Spurweite von 760 mm begründet wurde. Auch nach dem Ersten Weltkrieg, in dem Heeresfeldbahnen sehr umfangreich zum Einsatz kamen, dienten einige Strecken nunmehr dem öffentlichen Verkehr: So wurde z. B. die Grödner Bahn in Tirol als Nachschublinie an die Dolomitenfront erbaut. Auch die über 200 km lange Bahnstrecke Skopje–Ohrid in Mazedonien mit einer Spurweite von 600 mm war als eine solche militärische Bahn errichtet worden. Sie fuhr bis zu ihrer Einstellung mit den ursprünglichen Brigadelokomotiven und Feldbahnwagen.
Transportables Feldbahn-Gleismaterial, Lokomotiven und Wagen wurden nach Einstellung der Kriegshandlungen und den durch die politischen Veränderungen bedingten Auflösungen zuständiger Truppenteile vielfach an zivile Interessenten verkauft. Dieses Material kam mitunter noch Jahrzehnte nach Kriegsende zum Einsatz. So sind in einigen Torfwerken noch heute Gleisjoche der kaiserlichen Heeresfeldbahn zu finden, und auch in Feldbahnmuseen finden sich vielfach solche stählernen Zeugen.

## Fuhrpark

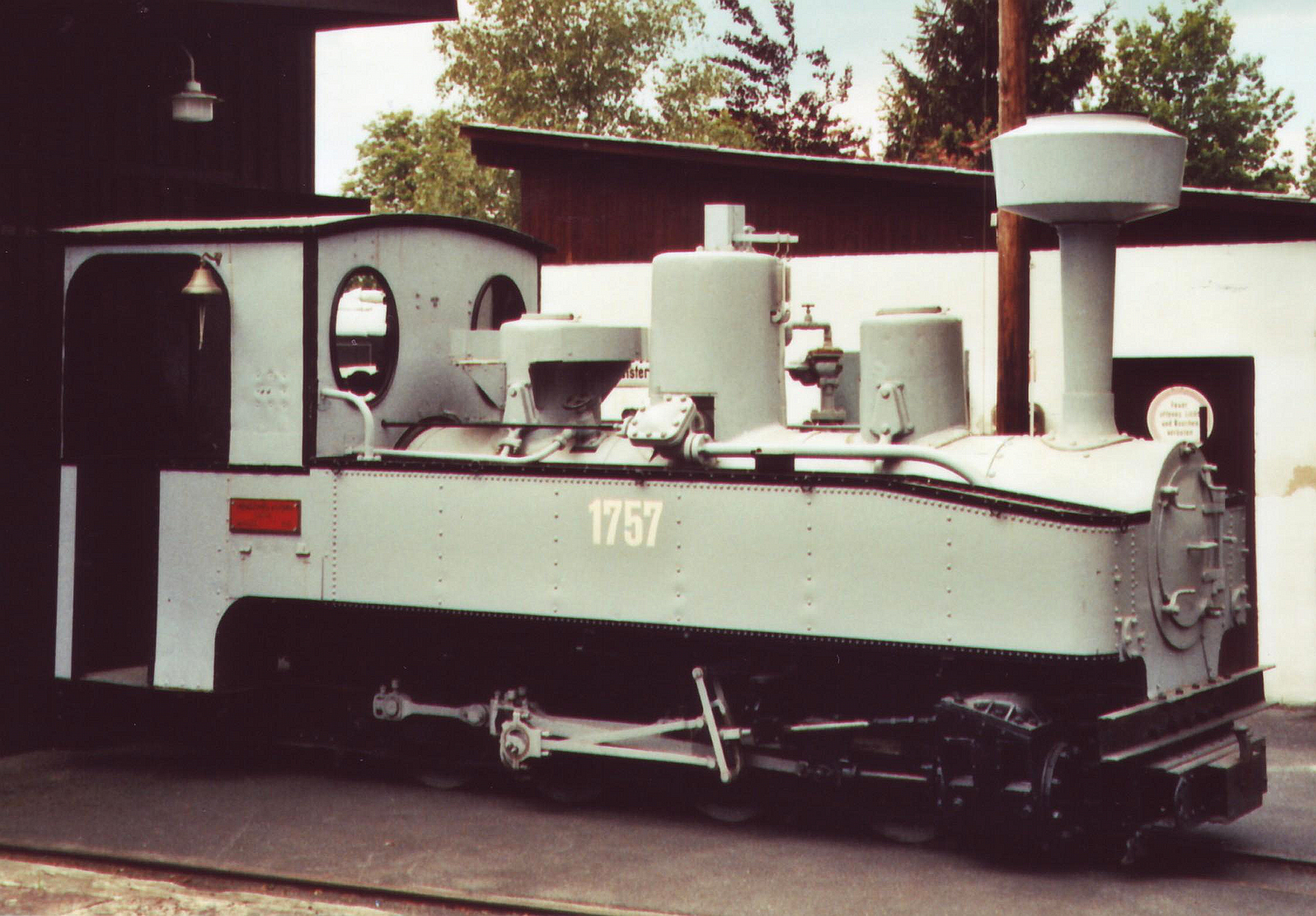
Museal erhaltene deutsche Brigadelok im Deutschen Dampflokomotiv-Museum in Neuenmarkt

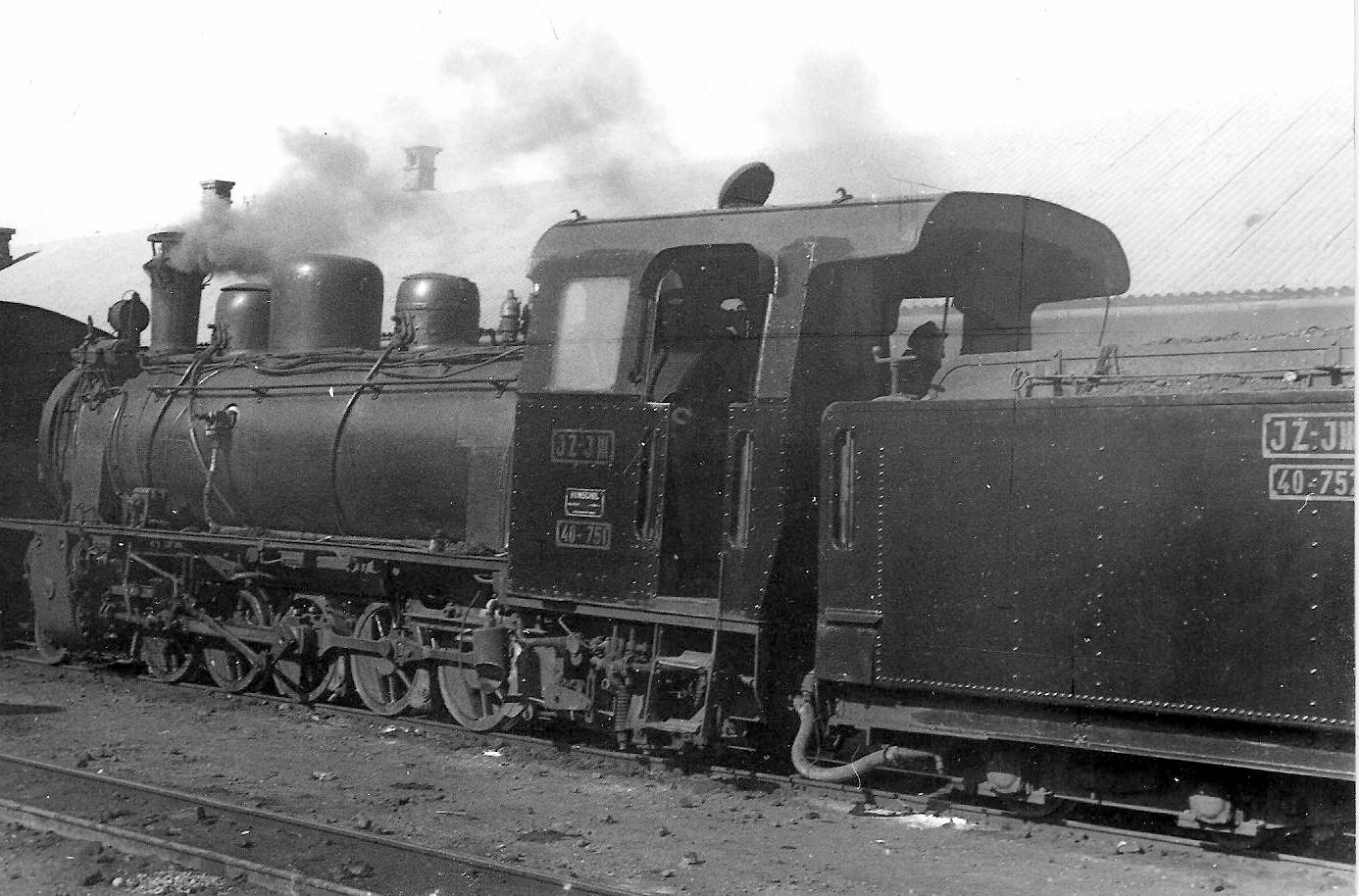
1-E-1-Schlepptender-Heeresfeldbahnlok 40 751 von Henschel, mit Tender der 40 752 1965 auf der Narentabahn in Bosnien und Herzegowina

Für Heeresfeldbahnen wurde in der Regel besonderes Rollmaterial entwickelt. Ihre Lokomotiven, die sogenannten Heeresfeldbahnlokomotiven, zeichnen sich durch eine einfache und robuste Konstruktion aus und können sehr enge Bogenradien auch bei extrem schlechter Gleislage sicher befahren. Häufig wurden schmalspurige Zwillinge, HFB Brigadelokomotiven, Benzol-Loks und Brigadewagen eingesetzt. Deren Konstruktionsmerkmale machten sie auch interessant für den zivilen Einsatz zum Beispiel auf Waldbahnen in der Forstwirtschaft oder auf Feldbahnen.

## Abwandlungen
Eine besondere Form von Heeresfeldbahnen sind Kasemattenbahnen. Bahnen die mit Lokomotiven mit Verbrennungsmotor betrieben wurden, hießen Motorbahn im Gegensatz zur mit Zugtieren betriebenen Pferdebahn oder der von Hand betriebenen Förderbahn. Der Landwehr-Zug war ein von Ferdinand Porsche entwickeltes benzin-elektrisch angetriebenes Zweiwegefahrzeug, bei dem die Wagen mit Elektromotoren ausgerüstet waren. Auf dessen Basis entwickelte Porsche den Austro-Daimler Generatorzug der k.u.k Heeresfeldbahnen speziell für 700 mm Spurweite.